# Ksamil
Ksamil (albánsky též Ksamili, řecky Εξαμίλι, Examíli) je přímořské letovisko a bývalá obec (komuna) v Albánii v kraji Vlora, nejjižnější sídlo Albánské riviéry. Od roku 2015 je součástí komuny města Saranda, od kterého se nachází asi 8 km jihozápadně. V roce 2011 zde žilo celkem 2 994 obyvatel.

## Geografie

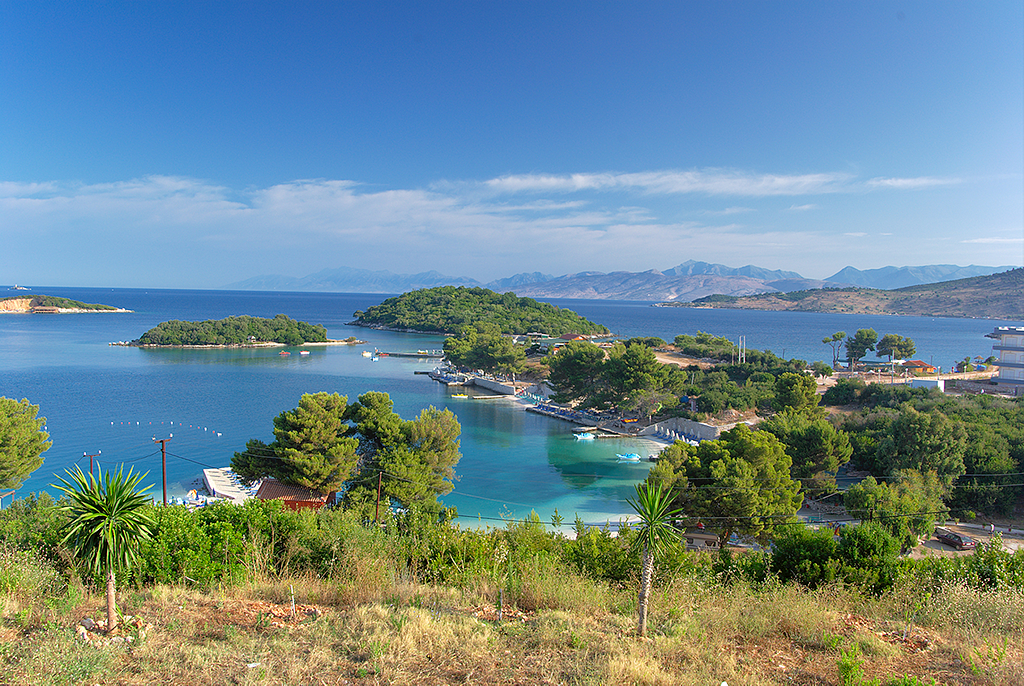
Ksamilské ostrovy

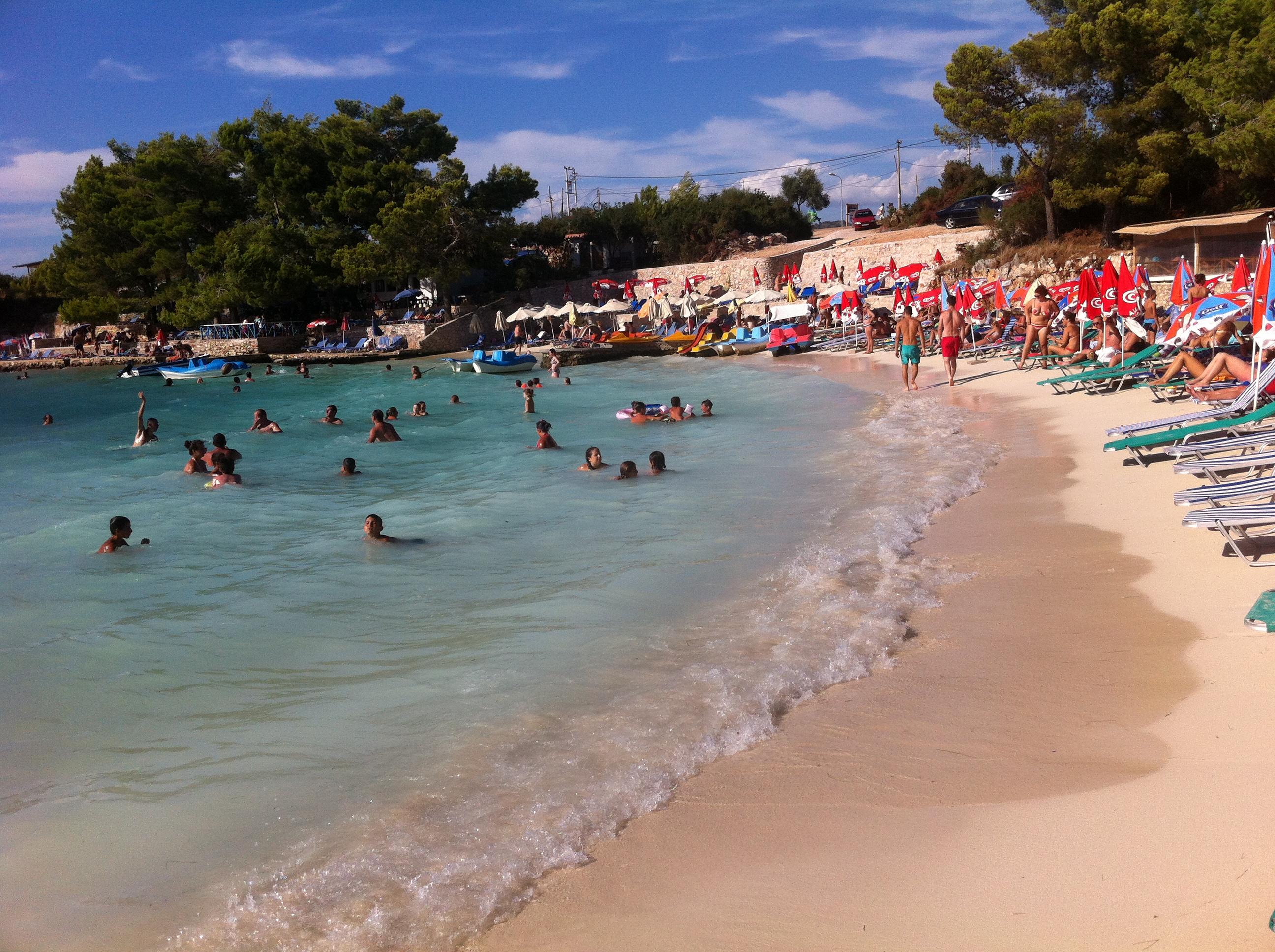
Písčitá pláž v Ksamilu

Ksamil je nejjižnějším albánským letoviskem. Nachází se na poloostrově a je ze třech stran obklopen vodními plochami – Jónským mořem na západě, Butrintským jezerem na východě a Butrintským kanálem na jihu, spojujícím Jónské moře a Butrintské jezero. Silničně je Ksamil dosažitelný pouze ze severu; z jihu je nutné použít přívoz. Naproti Ksamilu se rozprostírá ostrov Korfu.
Kromě sídla Ksamil patří k bývalé komuně i vesnice Manastir, která je rovněž letoviskem a nachází se na stejném poloostrově jako Ksamil.

## Turismus
Ksamil je jednou z nejvíce navštěvovaných lokalit na pobřeží Albánie, a to jak albánskými, tak i zahraničními turisty. Nachází se zde velké množství menších písčitých pláží, které v létě často bývají přeplněné, obchodů, restaurací, barů, hotelů a apartmánů. Západně od Ksamilu se nacházejí čtyři ostrůvky, které jsou často vyhledávány turisty, nejbližší dva z nich jsou vzdáleny necelých sto metrů od pláže Ksamil 7.
Mezi další zajímavosti patří Butrintské jezero, které je součástí Butrintského národního parku, pozůstatky historického řeckého města Butrint, které jsou zapsány na seznamu dědictví UNESCO, Ali Pašův hrad na ostrůvku jižně od Ksamilu a Benátská věž.

## Obyvatelstvo
V Ksamilu kromě Albánců vyznávajících většinou islám žije i výrazná řecká menšina. Podle údajů z roku 1992 tvořili 1 335 obyvatel Albánci (z toho 1 125 muslimové a 210 pravoslavní křesťané) a 520 obyvatel Řekové. V Ksamilu se tak nachází jak mešita, tak i řecký pravoslavný kostel Vzkříšení Páně.